# Karl-Ferdinand Schädler
Karl-Ferdinand Schädler (* 7. Juni 1930 in München; † 18. August 2024 ebenda) war ein deutscher Ökonom, Ethnologe, Sammler und Autor.

## Leben
Schaedler wurde 1930 in München geboren. Nach dem Abitur machte er zunächst eine Kürschnerlehre. Er besuchte danach die Hamburger Meisterschule für Mode. Ab 1954 studierte er Betriebs- und Volkswirtschaft in München und Innsbruck und wurde 1960 in den USA promoviert. Als Volkswirt reiste er in den 1960er-Jahren im Auftrag des ifo Instituts für Wirtschaftsforschung zu einem Entwicklungsprojekt an die Elfenbeinküste. Hier erwachte sein Interesse für die afrikanische Kunst. Zahlreiche Aufenthalte in Ost- und Westafrika folgten. Ab 1970 arbeitete Schaedler als selbständiger Berater für Hilfsprojekte in Afrika, Asien und Lateinamerika. In den 1970er-Jahren erlitt er in Westafrika einen schweren Autounfall.
Er publizierte über afrikanische Kunst und organisierte Ausstellungen in München, Leipzig und Wien. Mit 47 Jahren studierte er Ethnologie und wurde 1986 mit der Arbeit „Die Weberei in Afrika südlich der Sahara“ an der Ludwig-Maximilians-Universität München promoviert, wo er auch afrikanische Kunst unterrichtete.

## Werk
Schädler war Autor zahlreicher Artikel und Bücher zur Kunst Afrikas, aber auch zu den Religionen der Welt. Er galt seit den späten 1970er-Jahren als einer der bedeutendsten deutsche Experten für traditionelle afrikanische Kunst. Schädler war Kurator von Ausstellungen und Experte für afrikanische Kunst für Auktionshäuser wie Ketterer und Neumeister. Zu den Kooperationspartnern Schädlers zählten die Ethnologen David Zemanek und Andreas Schlothauer. Teile seiner Sammlung wurden bei den Auktionshäusern Sotheby’s und Gorny & Mosch versteigert. Schädler verstarb in der Nacht zum 18. August 2024 im Alter von 94 Jahren in München.

## Monographien (Auswahl)
- Jesus auf der Seidenstraße: Die Suche nach den verlorenen Stämmen Israels. Ernst Verlag, 2009.
- Masken der Welt: Sammlerstücke aus fünf Jahrhunderten. Heyne, München 1999.
- Afrikanische Kunst von der Frühzeit bis heute. Heyne, 1997.
- Keramik aus Schwarz-Afrika und Alt-Amerika. Die Sammlung Hans Wolf – Zürich. Ceramics from Black-Africa and Ancient America. The Hans Wolf Collection – Zurich. Céramique de l'Afrique Noire et d'Amérique Précolumbienne. La Collection Hans Wolf – Zurich. Mit zahlreichen, teils farbigen Abbildungen. primart, Zürich, 1985.
- Götter Geister Ahnen. Afrikanische Skulpturen in deutschen Privatsammlungen. Klinkhardt & Biermann, 1993.
- Die Götter der Welt und Ihre Engel. 2018.
- Zauber mit Bildern. Das Zauberbild zwischen Hexerei, Magie und Religion. Panterra, München 1984.
- Ekoi. Galerie für afrikanische Kunst, München 1982.